# جائزة الإمارات العالمية لشعراء السلام
جائزة الإمارات العالمية لشعراء السلام أُطلِقت في الفاتح من شهر مايو 2014 في المدينة العالمية للخدمات الإنسانية في مدينة دبي لتكون الجائزة الأولى من نوعها التي تمد جسور التواصل بين الشعراء من مختلف أنحاء العالم على اختلاف جنسياتهم وأعراقهم ولغاتهم، وتجمعهم بقصائد تحمل رسالة السلام إلى ارجاء المعمورة وتدعو لنشر السلام في العالم.

## مبادرات الموسم الأول
تضمنت   ثلاث مبادرات هي:
- أمسية للشعراء العرب.[5]
- أمسية لشعراء العالم بجميع لغاتهم.[6]
- فعالية لتكريم شعراء السلام.[7]

## الأهداف
1. تعزيز وصول رسالة السلام للعالم.
2. نشر الثقافة الشعرية للسلام حول العالم.
3. نشر الوعي للعمل التطوعي الإنساني حول العالم.
4. دعم البرامج الاغاثية في العالم.

## الرؤية
1. توجيه رسالة سلام للعالم بضرورة وقف الحروب ومحاربة الجوع لكي تنعم جميع الشعوب بالامن والاستقرار .
2. توحيد السلام في العالم لكي يكون بيتاً واحداً مترابطا بالسلام فلا تفرقة في العروق ولا في الاديان، حيث أن المجتمع يبنى على الحب والسلام.